# Wohn- und Wirtschaftsgebäude Doenhauser Straße 30

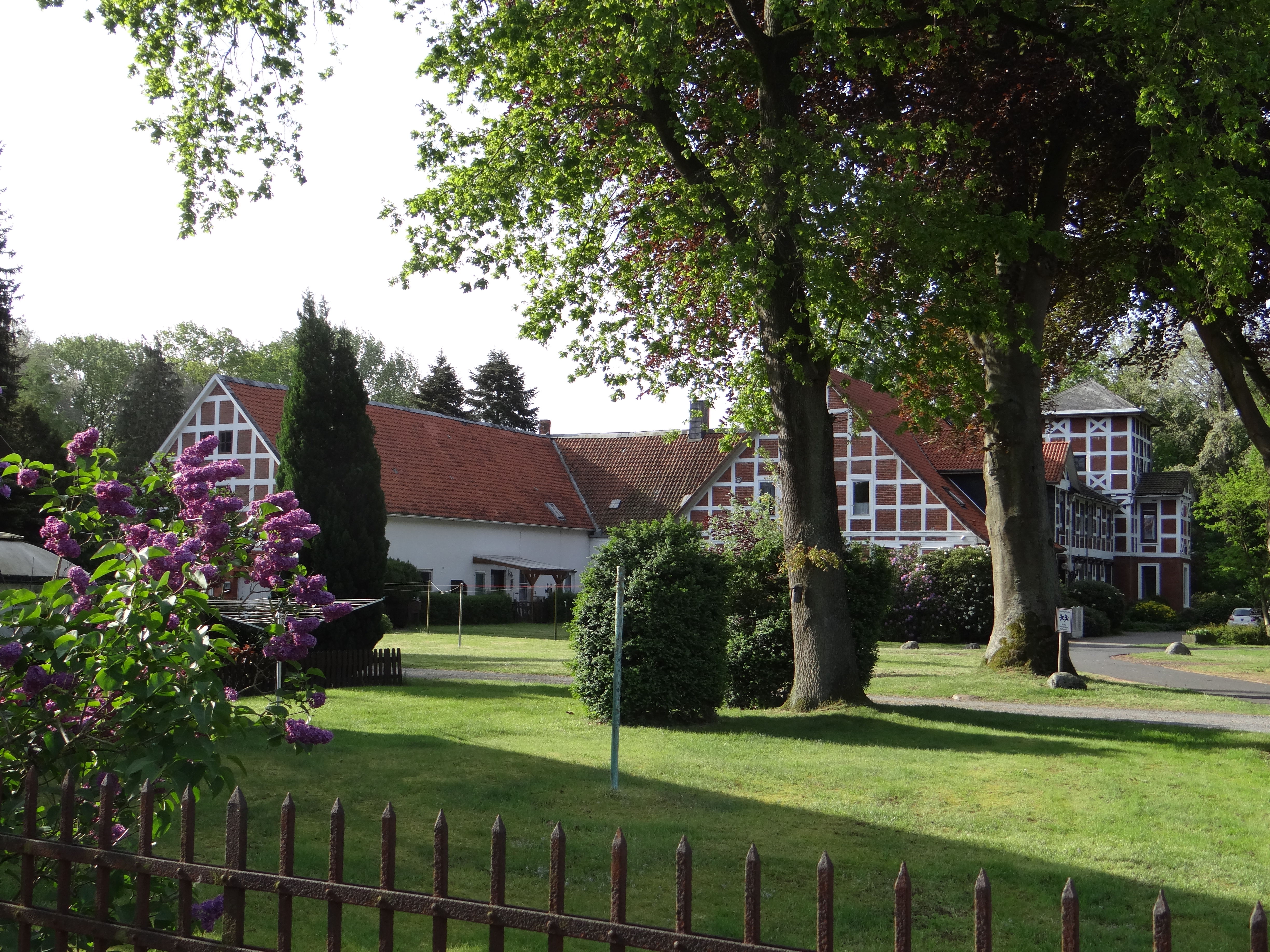
Ansicht Straßenseite

Das Wohn- und Wirtschaftsgebäude Doenhauser Straße 30 (auch Schloss Doenhausen bzw. Kronenfeldtscher Hof genannt) in Eystrup in der niedersächsischen Samtgemeinde Grafschaft Hoya stammt aus der Mitte des 18. Jahrhunderts.
Das Gebäude wird nach Umbauten als Wohnhaus genutzt.
Das Gebäude steht unter Denkmalschutz (siehe auch Liste der Baudenkmale in Eystrup).

## Beschreibung und Geschichte
Die Anlage des früheren Vollmeierhofes besteht aus:
- dem ein- bis zweigeschossigen giebelständigen Zweiständer-Hallenhaus von 1750 in Fachwerk (Rasterfachwerk) mit Steinausfachungen sowie mit Satteldach mit großen Dachhäusern, bei dem ein zweigeschossiger Ausbau um 1867 erfolgte,
- dem hinteren Turmhaus aus der Zeit um 1867 in Fachwerk mit Steinausfachungen und Zeltdach,
- dem vorderen eingeschossigen firstparallelen nicht denkmalgeschützten Anbau
- und einem hinteren nicht denkmalgeschützten Anbau.

1868 kauften Graf Carl von Bremer und seine Frau Sophie den Vollmeierhof und schenkten ihn ihrer Tochter Amalie (1829–1892) und ihrem Schwiegersohn Baron Carl Wilhelm von Kronenfeldt. 1867 wurde das Anwesen zu einem Wohnsitz umgebaut und bekannt als Doenhauser Schloss. Bis 1950 blieb es im Eigentum der Familie. Danach erfolgte der Umbau zu einem Haus mit mehreren Wohnungen.
Das Niedersächsische Landesamt für Denkmalpflege befand: „… geschichtliche Bedeutung … als ursprünglicher Vollmeierhof … herrschaftlich baulich sowie landschaftlich erweitert im 19. Jahrhundert …“
An der Doenhauser Straße stehen weitere bemerkenswerte Bauern- und Fachwerkhäuser wie die Nr. 3, 12, 14, 22, 25 31, 33, 37, 47 und 54.
In einer Bildergalerie des Heimatvereins wird das Gebäude als Schloss Doenhausen und die o. a. Häuser gezeigt.